# Fritz Kreisler

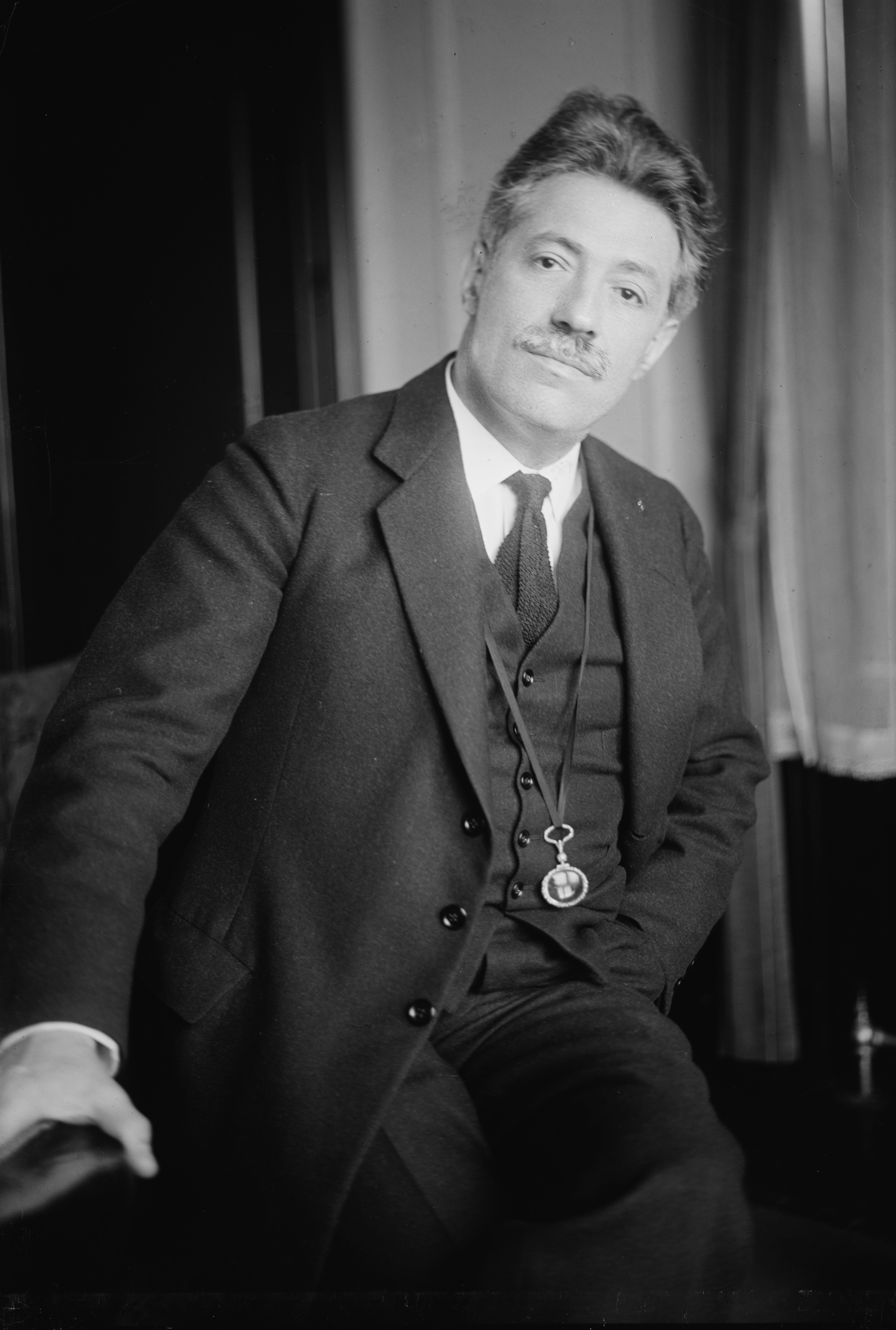
Fritz Kreisler

Fritz Kreisler (vlastním jménem Friedrich Kreisler, 2. února 1875, Vídeň – 29. ledna 1962, New York) byl rakouský a později americký houslový virtuos a hudební skladatel. Na repertoáru jsou dnes především jeho krátké skladby, často používané jako přídavky, a úpravy či reminiscence děl jiných skladatelů.
Fritz Kreisler studoval hudbu ve Vídni a v Paříži, jako virtuos se proslavil na přelomu století. Byl židovského původu, i když sám byl katolíkem, a před druhou světovou válkou unikl do USA, kde získal občanství roku 1943. Vlastnil cennou sbírku mistrovských houslí; mnohé z exemplářů této sbírky dnes nesou jeho jméno.